# Сан Фиденцио (Падова)
Сан Фиденцио је насеље у Италији у округу Падова, региону Венето.
Према процени из 2011. у насељу је живело 599 становника. Насеље се налази на надморској висини од 9 м.